# Guilherme IV de Toulouse
Guilherme IV de Toulouse (1040 — 1092) foi conde de Toulouse. Em 1094, dois anos após a sua morte, o seu irmão Raimundo IV de Toulouse, assumiu o governo do condado.

## Biografia
Guilherme IV sucedeu ao seu pai em 1060, tendo herdado a maioria de seus bens e títulos, seu irmão Raimundo IV de Toulouse (1041 ou 1042 - 28 de Fevereiro de 1105) apenas herdou os condados de Saint-Gilles, Nimes e Narbona.
Além disso, parece que Guilherme IV e Raimundo IV compartilharam o título de Condes de Toulouse, de acordo com uma carta de 1088. Em 1065, após a morte de sua prima Berta de Rodez, condessa de Rodez, Raimundo IV parte para este ducado juntamente com o Marquês de Gota a fim de exigir os seus direitos ao título sem que Guilherme IV faça nada.
Ao contrário de seu pai e seu irmão, Guilherme IV de Toulouse era um homem muito ambicioso, e focalizou o seu poder no amor pelas armas.
Em 1088, Guilherme IV partiu para a Terra Santa, deixando seu irmão, Raimundo como regente em seu lugar, tendo morrido em 1092 durante esta peregrinação.
Desta forma Raimundo estava em uma posição perfeita para tomar o poder, uma vez que a vontade de seu pai, Ponce, era que, se Guilherme IV morresse sem um filho, todos os seus bens passariam para Raimundo.
Guilherme IV era o avô de Eleanor da Aquitânia, futura rainha consorte de França, fruto do casamento de seu neto Guilherme IX da Aquitânia e Eleanor de Châtellerault.
Os descendentes Guilherme IV continuam a reivindicar o condado de Toulouse da sua ascendência, que consideram ter sido roubado por Raimundo.

## Relações familiares
Foi filho de Pôncio II Guilherme de Toulouse também denominado como Pôncio de Toulouse e de Almodis de la Marche.
Foi casado por duas vezes, a 1ª com Matilde.
Casou em 1030 com Ema de Mortain, filha de Roberto de Conteville (1040 - 8 de dezembro de 1090) e de Maldo de Montgomery, de quem teve:
1. Matilde Filipa de Toulouse que foi esposa do duque da Aquitânia, Guilherme IX, o Trovador (22 de Outubro de 1071 – 10 de Fevereiro de 1126).
2. Ponce, que morreu jovem.